# Động đất và sóng thần Hokkaidō 1993
Động đất và sóng thần Hokkaidō 1993 (北海道南西沖地震 Hokkaidō Nansei Oki Jishin) là trận động đất xảy ra vào lúc 22:17 (JST), ngày 12 tháng 7 năm 1993. Trận động đất có cường độ 7.8 richter, tâm chấn độ sâu 16.7 km. Trận động đất đã gây ra sóng thần rất lớn cho khu vực Biển Nhật Bản, gần như đảo Okushiri bị phá hủy hoàn toàn. Hậu quả đã làm 202 người chết.